# Roland Birnbreier
Roland Birnbreier (* 17. April 1959; † 23. Mai 2013) war ein deutscher Handballspieler und -trainer.

## Werdegang
Birnbreier spielte als Kreisläufer beim TuS Hofweier und wurde 1979 mit der Mannschaft deutscher Vizemeister. Im November 1979 wurde er von Bundestrainer Vlado Stenzel erstmals in die bundesdeutsche Nationalmannschaft berufen. Später spielte er drei Jahre für den TuS Schutterwald.
Nach seiner Spielerzeit war Birnbreier unter anderem Co-Trainer des TuS Schutterwald. Ab 2009 war er in einer zweiten Amtszeit Trainer des TuS Altenheim.